# Packwagen C/1887
Der Packwagen C/1887 (später umbenannt in Packwagen C/87 und Packwagen 87) war ein zweiachsiges und zweispännig gezogenes Pferdefuhrwerk und wurde bis zum Ende des Ersten Weltkrieges eingesetzt.

## Entwicklung
Der leicht gebaute und vielseitig verwendete Wagen wurde nach und nach durch den leichten Proviantwagen 95, bzw. 95 n/K ersetzt. Dennoch blieb er bis zum Ende des Ersten Weltkrieges im Einsatz.

## Produktion
Die Hauptbestandteile in der Produktion waren Stahl, Eisen, Bronze, Leder, Holz und imprägnierter Stoff.

## Technische Daten
Der Packwagen C/1887 war ein zweispännig gefahrenes und zweiachsiges Fahrzeug. Der Wagen bestand aus einem Vorder- und Hinterwagengestell mit Wagenkasten und wurde mit dem Protznagelsystem zusammengehalten. Das Vorderwagengestell bestand aus einer drehbaren Achse 87 und hatte große Holzspeichenräder mit Holznaben. Weiterhin gab es eine Deichsel, den Lenkkranz und die Brackenstange mit Ortscheiten. Das Hinterwagengestell hatte eine starre Achse mit Achsfutter und die gleichen Räder mit Holznabe wie die das Vorderwagengestell. Der Wagenkasten hatte ein Laderaumvolumen von 2,1 Kubikmeter und war mit einem Protznagelbock mit dem Vorderwagengestell verbunden. Der Wagenkasten hatte vorne einen Sitzkasten mit einer Klappe zum Verstauen von Vorratssachen, Zubehör und Futter. Die Seitenwände waren schräg und schlossen nach vorn und hinten mit Kopfwänden ab. Drei bis vier Spriegel dienten zur Befestigung einer Plane gegen die Witterung. Direkt hinter der Hinterachse befand sich ein Eimerkorb.

## Einsatz

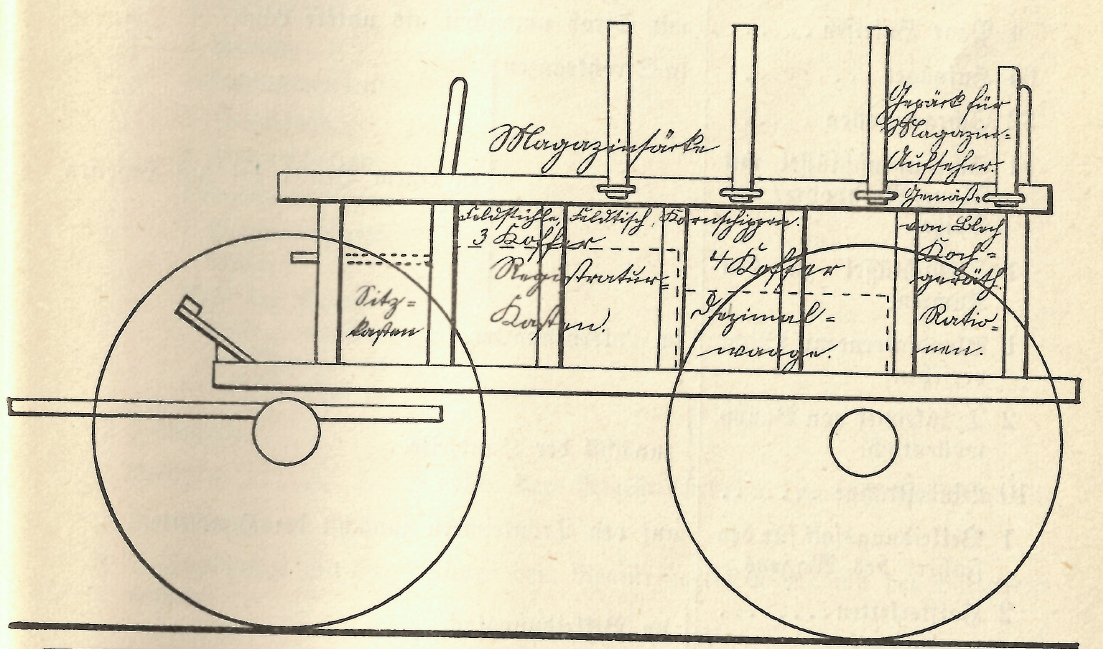
Der Registraturwagen 87

Der Packwagen C/1887 fand Verwendung als Lebensmittel-, Stabspack- und Kompaniepackwagen bei der Infanterie. Bei den Trainabteilungen wurde er als Eskadronpackwagen und Reservewagen verwendet. Dabei transportierte man in dem Wagen immer Gepäck, Vorratssachen, Lebensmittel und Futter für die Tiere. In den Ausrüstungsnachweisungen vom 14. Mai 1901 wird dieser Wagen auch als Registraturwagen 87 angegeben. Dabei gehörte zur weiteren Ausstattung des Wagens, neben Hufeisen und Hufnägel für die Zugtiere, auch ein Registraturkasten mit Schreibmaterial, Siegeln und Stempeln. Auch gab es einen Feldtisch, zwei Feldstühle und eine Dezimalwaage.

## Lackierung
Der Packwagen C/1887 wurden in Khakigrau (RAL 7008) oder Basaltgrau (RAL 7012) lackiert.